# 人民党・民主スロバキア運動
人民党・民主スロバキア運動（じんみんとう・みんしゅスロバキアうんどう）は、中欧地域に位置するスロバキア共和国の政党。スロバキアの政治家であるヴラジミール・メチアルが結成した民主スロバキア運動を前身とし、2003年に現党名に改められキリスト教的伝統保守に立脚していたが、2014年1月に解散した。本稿では前身となった民主スロバキア運動（HZDS）についても取り上げる。

## 民主スロバキア運動
ビロード革命を推進したスロバキア地域における反体制組織「暴力に反対する公衆」（VPN）内部のプラットフォームとして1991年3月にヴラジミール・メチアルが中心となって結成された「民主スロバキアのために」（Za Demokratiké Slovensko）がVPNから分離して1991年6月15日に結成された（政党登録は同年5月3日）。スロバキア人ナショナリズムとキリスト教的伝統保守に立脚し、党首メチアルのカリスマ的人気とポピュリスト的な政策で支持を集めてきた。
1992年のスロバキア国民評議会議員選挙では150議席中74議席（得票率37.26％）を獲得し議会第1党になった。当初、HZDSは、連邦問題に関しては連邦制から国家連合への改組を求め連邦解体については慎重姿勢を取っていた。しかしスロバキア政府首相となったHZDS党首メチアルとチェコ政府首相のヴァーツラフ・クラウス（市民民主党）との間で行われた連邦問題に関する協議で妥協が成立せず、結局連邦を解体（ビロード離婚）されることになった。翌1993年のスロバキア独立以降は、スロバキア国民党（SNS）と連携して政権運営を行ってきたが、1994年にメチアルの強権的政治手法に反発したHZDS内のグループが離党し3月に民主連合（DU）を結成した。そのためHZDSは議会多数派を維持出来なくなり、同年3月に内閣不信任案が可決されたため一旦野に下ることになった。しかし同年9月～10月に行われたスロバキア国民議会選挙でHZDSはスロバキア農民党との連立リストで選挙に挑み61議席（得票率34.97％）を獲得して第1党となり、SNSとスロバキア労働者連盟（ZRS）の連立政権を発足させた。
SNSとZRSの連立政権で発足した第2次メチアル政権は権威主義的政治運営を強め、欧州連合（EU）はスロバキアのEU加盟申請に対して政治的な加盟基準を満たしていないとの理由から加盟開始交渉を認めないなど、スロバキアの国際的孤立が深まった。こうした中で1998年に行われた国民議会選挙でもHZDSは43議席（得票率27.00％）で第1党を維持したものの、反メチアル諸党派が過半数を占めたため、政権の座を失った、続く2002年の選挙でも36議席（得票率19.50％）で再び第1党となったものの、連立相手がいなかったため再び野党となった。

## 人民党・民主スロバキア運動
1998年の選挙で下野した後、HZDSは欧州のキリスト教民主主義へ舵を切るべく、党綱領を改正。2003年6月に党名を人民党・民主スロバキア運動（LS-HZDS）に変更した（政党登録は7月9日）。
党名改正後も党勢は思うように回復せず、2006年選挙でも15議席（得票率8.79％）に留まり、議会第5党に後退したが、方向・社会民主主義（SMER-SD）とSNSとの連立政権に加わったことで与党に復帰することができた。しかし4年後の2010年に行われた選挙では得票率が議席獲得に必要な5％を上回ることができずに全議席を失う結果となった。その後の党勢は更に低迷し、4年の議員任期前倒しで行われた2012年国民議会選挙における得票率は前回を大きく下回る0.93％に留まり、議席を回復することができなかった。2013年12月にはHZDS結党の立役者であるメチアルも同党を離党、翌2014年1月11日に解散を表明した。